# Sophie-Germain-Preis
Der Sophie-Germain-Preis (Prix Sophie Germain) ist ein seit 2003 verliehener Mathematikpreis der französischen Akademie der Wissenschaften. Er ist nach Sophie Germain benannt und mit 8.000 Euro dotiert (Stand 2014).

## Preisträger
- 2003 Claire Voisin
- 2004 Henri Berestycki
- 2005 Jean-François Le Gall
- 2006 Michael Harris
- 2007 Ngô Bao Châu
- 2008 Håkan Eliasson
- 2009 Nessim Sibony
- 2010 Guy Henniart
- 2011 Yves Le Jan
- 2012 Lucien Birgé
- 2013 Albert Fathi
- 2014 Bernhard Keller
- 2015 Carlos Simpson[1]
- 2016 François Ledrappier
- 2017 Xiaonan Ma
- 2018 Isabelle Gallagher
- 2019 Bertrand Toën
- 2020 Georges Skandalis
- 2021 Étienne Fouvry
- 2022 Thierry Bodineau
- 2023 Pierre Schapira[2]
- 2024 Yvan Martel[3]